# Johan Peter Törner
Johan Peter Törner, född 22 augusti 1768 i Linköping, död 26 december 1844 i Stockholm, var en svensk överste, teaterdirektör och tecknare.

## Biografi
Johan Peter Törner var son till Johan Törner och Fredrica Sophia Schmiedeberg och gift med Hedvig Carolina Agrell samt farfar till Carl Törner. Han blev student vid Uppsala universitet 1786, volontär vid Ingenjörskåren 1789 och konduktör vid Fortifikationen 1791. Han var en skicklig matematiker och föreläste i ämnet vid informationsverket 1793–1788. Han utnämnde till professor vid Fortifikationen 1806 och till major 1810 och överstelöjtnant 1815 i armén. Från 1811 var han uppförd på ingenjörskårens stat. Törner var andre direktör vid de kungliga teatrarna 1812–1832 och fick under den tiden överstes grad 1818. Han var under en del av 1818 entreprenör av "Stockholms teater", som Kungliga teatern då kallades. Som tecknare är han representerad vid Uppsala universitetsbibliotek och han var representerad i Christoffer Eichhorns samling.